# 3427 Szentmártoni
3427 Szentmártoni este un asteroid din centura principală, descoperit pe 6 ianuarie 1938, de György Kulin.